# Handschriftencensus
Der Handschriftencensus (HSC) vereint Informationen zu sämtlichen deutschsprachigen Handschriften des Mittelalters (750–1520) in einer Internet-Datenbank.
Er ist eine Bestandsaufnahme der handschriftlichen Überlieferung des gesamten mittelalterlichen deutschen Sprachraums (Alt- und Mittelhochdeutsch, Altsächsisch, Mittelniederdeutsch etc.). Er enthält Informationen zu mehr als 1.700 Autoren, 6.000 Werken aus über 24.800 Handschriften, verteilt auf über 1.500 Bibliotheken, Archive und andere Aufbewahrungsorte in 800 Bibliotheksorten (Dezember 2020). Er hat sich weltweit als Kompetenzzentrum zu Fragen der Überlieferungsdokumentation, der Bestandsermittlung, der Beschreibungsnormierung (Werke/Signaturen) und der Textidentifizierung für deutschsprachige Handschriften und Fragmente des Mittelalters etabliert.
Seit 2017 wird der Handschriftencensus von der Akademie der Wissenschaften und der Literatur zu Mainz langfristig institutionell getragen. Sitz der Arbeitsstelle ist das Institut für Deutsche Philologie des Mittelalters an der Philipps-Universität Marburg.

## Aufbau und Funktionen
Die Startseite bietet drei Zugriffsoptionen, die zu den Handschriftenbeschreibungen führen: Zum einen können die Handschriften im Gesamtverzeichnis der Aufbewahrungsorte, zum anderen in einem Autor/Werk-Verzeichnis erreicht werden. So stellt der Handschriftencensus nicht nur eine Gesamtübersicht sämtlicher deutschsprachiger Werke des Mittelalters bereit, sondern bietet zugleich ein Verzeichnis der Institutionen, die weltweit im Besitz von deutschsprachigen Handschriften und Fragmenten sind.
Das Handschriftenverzeichnis listet alle bisher erfassten deutschsprachigen Textzeugen des Mittelalters auf. Verzeichnet werden nicht bloß aktuelle Aufbewahrungsorte, sondern alle relevanten Besitzer und Vorbesitzer des 19./20. Jahrhunderts, die in der Forschungsliteratur genannt werden, um auch Nennungen in älteren Forschungsarbeiten, Editionen und Katalogen zuordnen zu können.
Jede Handschrift ist als eigenständiger Datensatz verzeichnet und mit einem Permalink referenziert. Außer einem Inhaltsverzeichnis werden kodikologische Basisdaten wie Blattanzahl und -größe, Beschreibstoff u. a., Entstehungszeit und Schreibsprache erfasst. Zusätzliche Informationen zu einer Handschrift werden unter ‚Besonderheiten‘ und im ‚Ergänzenden Hinweis‘ verzeichnet. Fester Bestandteil jeder Beschreibung ist die relevante Forschungsliteratur, der Nachweis und ggf. die Bereitstellung von Abbildungen in der Literatur, Links zu Digitalisaten, und die Angabe zur Archivbeschreibung. Da die Handschriften im Verlauf des Projektrahmens sukzessiv beschrieben werden, sind einzelne Beschreibungen noch nicht vollständig erfasst und werden fortlaufend aktualisiert. Die Erschließungstiefe reicht vom einfachen Nachweis der Signatur (mit kurzem weiterführenden bibliografischem Hinweis) bis hin zur komplexen Erfassung kodikologischer, paläografischer, sprachlicher und literarischer Daten mit Sekundärliteratur und ggf. Verlinkungen zu anderen Online-Ressourcen (vor allem zu Handschriftendigitalisaten).
Die Verzeichnisse für Autoren und Werke lehnen sich bei den Bezeichnungen an die 2. Auflage des Verfasserlexikons an und sind mit normierten Datensätzen der GND verknüpft. Sie fassen überblickhaft die einschlägigen Textzeugen und deren aktuelle Aufbewahrungsorte und Signaturen zusammen. Im Anschluss an die Überlieferungszusammenstellung sind textkritische Editionen, Textausgaben sowie in Vorbereitung befindliche Editionsvorhaben im Editionsbericht aufgeführt. Die Teildatenbank 'Forschungsliteratur zu deutschsprachigen Handschriften des Mittelalters' bietet ein durchsuchbares Gesamtverzeichnis aller bei den Einzelbeschreibungen des Handschriftencensus zitierten Literaturangaben. Gesondert können Handschriftenkataloge angezeigt werden.

## Herkunft
Die Arbeitsgruppe „Handschriftencensus“ ist 2006 als ortsunabhängiger Verbund von Forschern aus Deutschland, Österreich und der Schweiz gegründet worden. Trotz der Ausmaße und der fachlichen Verankerung pflegten und ergänzten die Mitglieder der Arbeitsgruppe bis 2017 die Datenbank in Eigenleistung. Hervorgegangen ist der HSC aus den DFG-geförderten 'Marburger Repertorien deutschsprachiger Handschriften des 13. und 14. Jahrhunderts'. Seit 2007 wird er ergänzt um die ähnlich strukturierten Beschreibungen der deutschsprachigen Handschriften bis 1200 im 'Paderborner Repertorium der deutschsprachigen Textüberlieferung des 8. bis 12. Jahrhunderts'. Das ‚Paderborner Repertorium‘ und die ‚Marburger Repertorien‘ sind in der Datenbank integriert, wodurch alle Daten gleichzeitig durchsucht werden können.

## Beteiligungsmöglichkeit
Für die Aktualisierung und Ergänzung der Einträge wie auch für Hinweise auf bisher nicht berücksichtigte Handschriften besteht die Möglichkeit, der Arbeitsgruppe Mitteilungen zu einzelnen Handschriften zukommen zu lassen. Nach Prüfung und Einarbeitung der Angaben wird der Mitteilende in der Regel am Ende jeder Beschreibung namentlich erwähnt und per Nachricht informiert.

## Handschriftencensus 2020
Im September 2020 wurde die Seite des Handschriftencensus erneuert und um neue Funktionen ergänzt. Die Veränderungen betreffen das Frontend (Präsentation), Inhalte, Normdaten und Datenaustauschoptionen. Die Anzeige der Seite auf mobilen Geräten ist jetzt möglich.
Die implementierten Normdaten (GND) optimieren die Suche, die sich sowohl mit Schreibvarianten als auch mit fremdsprachlichen Varianten von Autoren, Werken und Orten durchsuchen lässt. Autoren und Werke sind im BEACON-Format abrufbar. Die HSC-Daten können zusätzlich im JSON-Format exportiert werden.
Die Inhalte der HSC-Datenbank stehen unter der Creative Commons Lizenz BY-SA.

## Maniculae
Seit September 2020 ist der Handschriftencensus Herausgeber einer Online-Zeitschrift für mittelalterliche Handschriften und Überlieferungsforschung, MANICULAE. Die veröffentlichten Textbeiträge haben das Ziel, rasch und verlässlich über Neuigkeiten auf dem Gebiet der Überlieferung mittelalterlicher Texte zu informieren. Dabei sind Veröffentlichungen u. a. in Form von Fundberichten, Hinweise auf Digitalisierungsprojekte, Identifizierung bisher unbekannter Fragmente und allgemeinen Neuigkeiten zu Handschriften und Fragmenten möglich. Die Beiträge können per E-Mail eingereicht werden, die Begutachtung erfolgt mittels Peer-Review.